# Zofia Paryżak
Zofia Paryżak (ur. 2 stycznia 1920, zm. 27 marca 2011) – polska krawcowa, poseł na Sejm PRL IV i V kadencji.

## Życiorys
Ukończywszy szkołę podstawową i trzyletnią szkołę zawodową uzyskała zawód krawcowej, który wykonywała w Zakładach Przemysłu Odzieżowego im. 1 Maja we Wrocławiu. Zasiadała przez wiele lat w radzie zakładowej, w zarządach okręgowym i głównym Związku Zawodowego Włókniarzy, a także w komisji rewizyjnej Centralnej Rady Związków Zawodowych. Pełniła funkcję przewodniczącej zarządu okręgowego Związku Zawodowego Pracowników Przemysłu Włókienniczego, Odzieżowego i Skórzanego we Wrocławiu. W 1965 i 1969 uzyskiwała mandat posła na Sejm PRL w okręgach kolejno Wrocław i Ząbkowice Śląskie. W trakcie IV kadencji zasiadała w Komisji Handlu Wewnętrznego, a w trakcie V w Komisji Przemysłu Lekkiego oraz w Komisji Przemysłu Lekkiego, Rzemiosła i Spółdzielczości Pracy. Pochowana na Cmentarzu Osobowickim we Wrocławiu (77/274/2).

## Odznaczenia
- Srebrny Krzyż Zasługi (dwukrotnie)
- Odznaka 1000-lecia Państwa Polskiego (1966)[2]
- Odznaka 50-lecia Związku Zawodowego Włókniarzy